# Самородное золото
Саморо́дное зо́лото (также: золото самородное) — минерал золота, класс самородные элементы, группа золота.

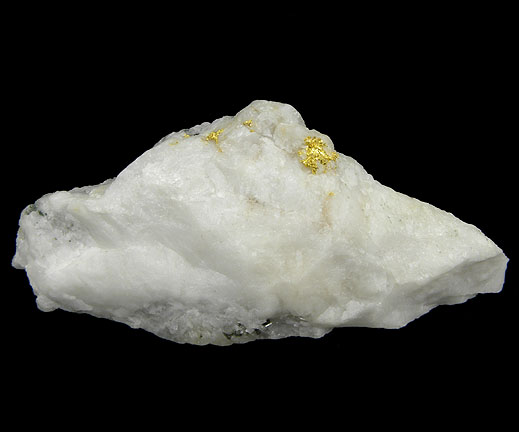
Самородное золото в хлорите

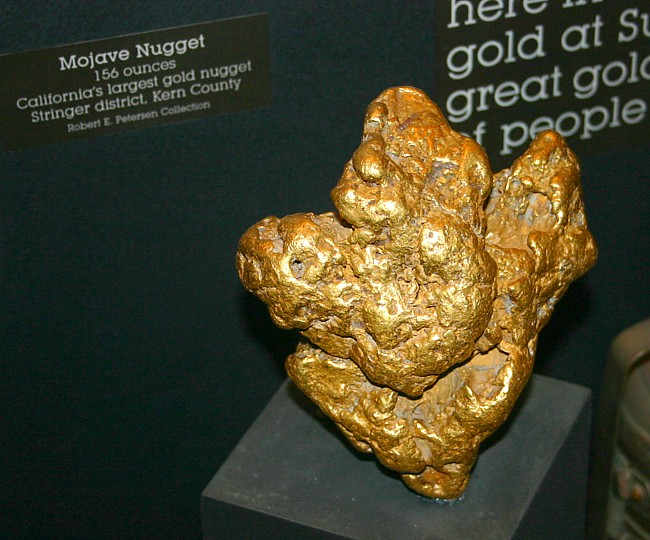
Самородок золота в 156 унций

## Описание
Основной состав — золото (химический элемент Au).
Самородное золото — природный твёрдый раствор серебра (до 43 %) в золоте. Примеси: Fe, Cu, Mn, Pb, реже — Bi, Sb, Hg, Te, Se, Pt, прочие.
Сингония кубическая. Блеск яркий, металлический. Твёрдость 2,5-3. Плотность 15,6–19,2 г/см³. Цвет бледно-жёлтый, красно-жёлтый, зеленоватый.
Форма кристаллов — октаэдр, додекаэдр или куб. Различают кристаллы тонкодисперсные (до 10 мкм), пылевидные (5-50 мкм), мелкие (0,05-2 мм). В большинстве золоторудных месторождений преобладают частицы 0,01-4 мм. Встречается в виде двойников, а также прямоугольных, дендритовых, разветвленных, листоватых или губчатых агрегатов.
Приурочено к гидротермальным жилам с кварцем и пиритом. Присутствует в пегматитах, чёрных песках, россыпных месторождениях. Самые цельные образования массой более 1-5 г называются самородками. Крупнейший из них — «Плита Холтермана» из Австралии — весил 93,3 кг.

## Разновидности
В природе встречаются:
- Золото висмутистое (до 4 % Ві);
- Золото родистое (родит, содержит до 43 % Rh);
- Золото палладистое (порпецит);
- Золото «в рубашке» (самородное золото из россыпного месторождения, поверхность покрыта слоем бурого железняка);
- Золото горчичное (вторичное тонкокристаллическое, а также плотное и хрупкое золото коричневого цвета, цвета сухой горчицы);
- Золото губчатое (самородное золото в виде губчатых образований);
- Золото зелёное (электрум зеленоватого цвета с месторождения Балей, Забайкалье);
- Золото иридистое (содержит до 30,4 % Ir);
- Золото косовое (мелколистоватое, хорошо отшлифованное россыпное золото, которое встречается на речных косах);
- Золото медистое (содержит до 20 % Cu);
- Золото платинистое;
- Золото россыпное (золото, которое встречается в россыпях);
- Золото ртутистое (содержит до 16,5 % Hg);
- Золото самородное;
- Золото серебристое (электрум);
- Золото шлиховое (самородное золото, добытое из россыпных месторождений и очищенное от механических примесей)[4].

## Производные понятия
Некорректное словоупотребление, устаревшие синонимы других минералов и золото в переносных смыслах:
- «Золото дураков» (пирит);
- «Золото кошачье» (выветренный биотит в виде буровато-зеленых пятен);
- Золото висмутовое (минерал мальдонит);
- «Золото парадоксальное» (средневековое название теллура);
- Золото письменное (то же самое, что и графическое, сильванит), = золото графическое (сильванит, размещение кристаллов напоминает письменные знаки);
- Золото сурьмистое (минерал ауростибит — интерметаллическое соединение золота и сурьмы островного строения, AuSb2, Au — 44,74 %; Sb — 55,26 %);
- Золото устойчивое (золото «в рубашке»);
- Золото чёрное (устаревшее название мальдонита);
- Золото плавучее (тонколистовое золото, которое держится на поверхности воды);